# Yokuts
Yokuts (Yocut, Yokut, Yokotch).- Zbirno ime mnogobrojnim indijanskim plemenima porodice Mariposan nastanjenih u dolini San Joaquin Valley u Kaliforniji, sve od njenog ušća pa do podnožja planine Tehachapi i susjednih obronaka Sierra Nevade. Od nekadašnjih 12,000 Yokutsa 1770 (prema Kroeberu, 1932), preostalo ih je 1,500 (2000) osobito na rezervatima Picayune Rancheria, Santa Rosa Rancheria, Table Mountain Rancheria, Tule River Reservation, i federalnoh nepriznatih po drugim dijelovima Kalifornije. Yokutsa Indijanci granaju se na 3 glavne grane, to su, viz: Buena Vista Yokuts ili Southern Foothill Yokuts; Chauchilla ili Valley Yokuts (s Northern Valley Yokuts i Southern Valley Yokuts); i Chukchansi (s Kings River Yokuts, Northern Foothill Yokuts, Poso Creek Yokuts i Tule-Kaweah Yokuts).

## Ime
Ime Yocut ima značenje "person" ili "people" u mnogim dijalektima ove grupe. Naziv Mariposan (ime koje označava i porodicu) došao je po imenu okruga Mariposa (Sp. = leptir; butterfly)

## Etnografija
Klasifikacija plemena 48:
- Buena Vista Yokuts (Southern Foothill Yokuts) 4 plemena:
  - Hometwoli (Humetwadi) na Kern Lake), uključujući sela  Halau (blizu ušća Kern River).
  - Loasau, sjeverna strana jezera Kern Lake i u selu Sihetal Daal ili Pohalin Tinliu na južnoj obali.
  - Tuhohi (Tohohai, Tuohayi), na donjem Kern Riveru pa do Grass Lake. Jedino po imenu poznato selo je Tahayu (lokacija nepoznata).
  - Tulamni, na Buena Vista Lake, sa selima Tulamniu (na zapadnoj ili sjeverozapadnoj obali jezera), i Wogitiu (u McKittricku).
- Chauchila Yokuts (Valley Yokuts) 25 Plemena:
  - Northern Valley Yokuts 12 plemena:
    - Chauchila (Chaushila, Toholo) (na nekoliko kanala Chauchilla Rivera), sela: Shehamniu (na Chowchilla River blizu Buchanana) i možda Halau (blizu Berenda), možda je i od plemena  Heuchi.
    - Chulamni (kod Stockton, teritorij im se prostire barem nekoliko milja niz San Joaquin i uz Calaveras, i možda na zapad do Mount Diablo), sela: Yachik i Wana (oba blizu Stockton).
    - Coconoon (na Merced River).
    - Hannesuk (lokacija nepoznata).
    - Heuchi (na Fresno River), sela: Ch'ekayu (na Fresno River 4 milje od Madera).
    - Hoyima (na sjevernopj strani San Joaquin nasuprot plemena Pitkachi), sela: K'eliutanau (na jednoj manjoj sjevernoj pritoci San Joaquin) i Moyoliu (kod ušća Little Dry Creek).
    - Lakisamni (na Stanislaus River).
    - Nupchinche (Noptinte) (nisu locirani).
    - Pitkachi (Pitkati) (južna strana San Joaquin), sela: Kohuou (blizu Herndon ili Sycamore), Weshiu, i Gawachiu.
    - Siakumne (lokacija nepoznata).
    - Tawalimnu (možda na Tuolumne River).
    - Wakichi (na južnoj strani San Joaquin River), sela: Holowichniu (blizu Millerton).

  - Southern Valley Yokuts 13 plemena: 
    - Apiachi (sjeverno od Kings River), sela: Wohui (kod Summit Lake).
    - Choinok (možda na Deep i Outside Channels of Kaweah River), sela: Ch'iuta (nešto južnije od Tulare).
    - Chunut (na Tulare Lake u regionu Kaweah Delta), sela: Miketsiu i Chuntau, nelocirana.
    - Koyeti (donji tok Tule River kod Porterville), sela: Chokowisho (Porterville).
    - Nutunutu (južno od donjeg Kings River), sela: Chiau (južnije od Kingston) i Hibek'ia (nepoznata lokacija).
    - Tachi (Tulare Lake i Fish Slough zapadno do Mount Diablo u lancu Coast Range), sela: Udjiu (nizvodno od Coalinga), Walna, Colon (Huron), Chi (zapadno od Heinlen) i Waiu (na Mussel Slough).
    - Telamni (u Visalia i Goshen), sela: Waitatshulul (7 milja sjeverno od Tulare City).
    - Tsineuhiu (blizu Bakersfield na Kern River) i Kuyo (prema Kern Lake), ljudi ovog plemena žive i u Hoschiu na White River i u Chididiknawasi (na Deer Creek).
    - Wechihit (oko Sangera donji Kings River), sela: Musahau (nasuprot Sangera) i možda Wewayo (na Wahtoke Creek).
    - Wimilchi (sjeverna strana donjeg Kings River), sela: Ugona (jugozapadno od Kingston).
    - Wo'lasi (Wo'ladji) (kod Farmersville, možda na Cameron Channel).
    - Wowol (jugoistočna obala Tulare Lake), sela: Sukuwutnu ili Dulau (na otoku pred istočnom obalom jezera).
    - Yauelmani (teritorij između Tejon Ranch na Paso Creek i Poso Creek), sela: Tinliu (kod Tejon Ranch House), Woilo (u Bakersfield), K'ono-ilkin (na Kern River), Shoko (na Kern River) i Shoko and K'ono-ilkin naselajvaju s plemenom Paleuyami, i nije poznato kojem plemenu selo pripada.
- Chukchansi Yokuts 19 plemena:
  - Kings River Yokuts, 7 plermena:  
    - Aiticha (niz Kings River, na južnoj strani), uključuju sela: K'ipayu (blizu Centervillea).
    - Choinimni, na Kings River), Sela:Tishechu (na južnoj strani Kings River na ušću Mill Creeka).
    - Chukaimina (u Squaw Valley kod Mill Creeka), sela: Dochiu (na sjevernom rubu doline), i Mashtinau (na istočnoj strani doline).
    - Gashowu (na Big Dry Creek i Little Dry Creek), Sela: Pohoniu (kod Letchera na on Big Dry Creek), Yokau (u Auberry Valley na Little Dry Creek), i Ochopou (možda pripada plemenu Kechayi).
    - Kocheyali (lokacija nije poznata). Moguće da je i sinonim za neku drugu skupinu.
    - Michahai (na Mill Creek), sela: Hehshinau.
    - Toihicha (sjeverna strana Kings River), sela: Tanaiu (na Hughes Creek) i Bochiptau (lokacija nepoznata).

  - Northern Foothill Yokuts 5 plemena: 
    - Chukchansi (Shukshansi, Shukshanchi (na Coarse Gold Creek i Cottonwood Creek), sela: Hapasau (blizu Fresno Flats), Chukchanau ili Suksanau (Fresno River), Tsuloniu (Coarse Gold Creek), Kowoniu ili Kohoniu (na Picayune Creek), Kataniu (sadašnja Picayune rancheria) i  Ch'eyau (na Cottonwood Creek blizu Batesa).
    - Dalinchi (na Fine Gold Creek), sela: Moloneu i Dalinau (Coarse Gold Creek).
    - Dumna (sjeverna strana San Joaquin nasuprot plemena Kechayi), sela: Dinishneu (kod  Bellevillea).
    - Kechayi (južna obala San Joaquin nekoliko milja od Millerton), sela: Kochoyu i  Kowichkowicho (uzvodnije).
    - Toltichi (rijeka San Joaquin), sela: Tsopotipau (kod North Fork).

  - Poso Creek Yokuts 2 plemena:
    - Kumachisi (Komechesi, Kometsicsi, Kumachesi) (blizu Hoschiu na White Riveru), uključujući sela Hoschiu (na White Riveru) i Kelsiu (južno od White Rivera).
    - Paleuyami (Padeuyami, Peleuyi, Paluyam) na Poso Creek i susjednom Kern Riveru), sa selima Altau (južno od Poso Creek), Bekiu (u Poso Flat), Shikidapau (u Poso Flat), Holmiu (na Linn's Valleyu)

  - Tule-Kaweah Yokuts 5 plemena:
    - Bokninuwad (Bokninwal) na Deer Creek), sela: K'eyau i možda Hoin Tinliu (nedaleko od Deer Creek Hot Springs, možda je i od Bankalachi Indijanaca) i Uchiyingetau.
    - Gawia (Kawia) (na sjevernoj strani Kaweah River), uključujući i sela na sjevernoj strani Kaweah Rivera i Chidepuish (na Calvin Hillu, na Big Dry ili Rattlesnake Creeku).
    - Wükchamni (Wüchamni, Wikchamni, Wikchomni) (na Kaweah River i susjednim bregovima).
    - Yaudanchi (Yaulanchi, Nutaa) (Tule River napose u podnožju North i Middle Forksa), uključujuži sela Shawahtau (kod Springville) i Ukun'ui (blizu Daunta), i možda  Uchiyingetau (možda na painted rocks).
    - Yokod (Yokol), (južno od Kaweah River), glavno selo bilo je blizu Kaweah Railroad Station, na južnoj strani Kaweah Rivera, sjeverno od Exetera.

## Povijest
Pojava bijelaca u zemlji Yokuta ne nosi ništa dobro. Već prvih godina 19. stoljeća počinju ih pogađati razne bolesti i epidemije koje prvi putnici sa sobom nose među njih. Od nekadašnjih 18,000 (1700.) broj im počinje opadati. Epidemije pneumonije i difterije javljaju (1802), ospice (1806.) i malarija (1833.), do 1848. ostalo ih je 14,000. Upravo sredinom 19. stoljeća (1850.) rudari, naseljenici i drugi ulaze u rat s Yokutima (Mariposa War) koji 1851 završava potpisivanjem ugovora. Ipak tokom 1850.-tih dolazi do povremenih pojedinačnih ubojstava i pokolja nad Yokutima (1852. i 1856.). Uz ove nedaće 1853. mnoge je istrijebila i malarija. Od 1852. godine kada ih je bilo 13,000 preostalo ih je 1880 svega 600, i on je tu negdje gotovo čitavog 20. stoljeća. Polagani oporavak Yokuti oživljavaju tek od konca osamdesetih godina 20. stoljeća, kada im broj polagano počinje rasti.

## Etnografija
Yokuti su organizirani po plemenima ,prosječno oko 350 ljudi po plemenu. Svako pleme govori vlastitim dijalektom i posjeduje vlastiti teritorij. Pleme se dalje segmentira po klanovima imenovanim po nekoj totemskoj životinji ili ptici. Najviši plemenski službenik prioada klanu Orla.
Yokuti su sakupljači žira, lovci s lukom i strijelom na antilope i losa i ribari. Ribarstvo je napose rašireno među plemenima Južnih Chauchila iz doline donjeg toka San Joaquina. Nastambe su rađene od tule-trske, a najpoznatija je ona komunalna s do deset obitelji, od kojih svaka ima svoju vatru i vrata. U dodatku ravan krov može biti podignut na drvenim nosačima zabijenima u tlo, a namjena mu je zaštita od sunca i kiše.
Odjeća Yokuta je oskudna, pregače za muškarce i žene, a muškarci znaju hodati za toplog vremena i goli. Poliginija je dozvoljena, ali rijetka među Yokutima. Njihova religija je šamanizam među kojima treba spomenuti i šamane-berdache. Šaman-berdache je transvestit, a ekskluzivna mu je zadaća kod Yokuta, da pripremi tijelo za pokop ili kremaciju. 
Ceremonije Yokuta uključuju obrede puberteta, upotrebu halucinogena tolguache pripravljenog od jimsonweeda (Datura stramonium).
Od glazbenih instrumenata kod Yokuta nalazimo glazbalo parabára, koje američki etnolozi nazivaju clap rattle ili split rattle, ono se javlja na sjever sve do Klamatha.

## Vanjske poveznice
- Yokuts  Arhivirana inačica izvorne stranice od 1. rujna 2006. (Wayback Machine)